# Study Butte (Texas)
Study Butte es un lugar designado por el censo ubicado en el condado de Brewster en el estado estadounidense de Texas. En el Censo de 2010 tenía una población de 233 habitantes y una densidad poblacional de 18,87 personas por km².

## Geografía
Study Butte se encuentra ubicado en las coordenadas 29°20′11″N 103°32′27″O / 29.33639, -103.54083. Según la Oficina del Censo de los Estados Unidos, Study Butte tiene una superficie total de 12.35 km², de la cual 12.34 km² corresponden a tierra firme y (0.08%) 0.01 km² es agua.

## Demografía
Según el censo de 2010, había 233 personas residiendo en Study Butte. La densidad de población era de 18,87 hab./km². De los 233 habitantes, Study Butte estaba compuesto por el 70.82% blancos, el 0% eran afroamericanos, el 3.43% eran amerindios, el 0% eran asiáticos, el 0% eran isleños del Pacífico, el 25.75% eran de otras razas y el 0% pertenecían a dos o más razas. Del total de la población el 52.79% eran hispanos o latinos de cualquier raza.